# Vanzosaura savanicola
Vanzosaura savanicola é uma espécie sauriana da família Gymnophthalmidae.
| Vanzosaura savanicola | Vanzosaura savanicola |
| --------------------- | --------------------- |
| Reino                 | Animalia              |
| Filo                  | Chordata              |
| Classe                | Reptilia              |
| Sub-classe            | Lepidosauria          |
| Ordem                 | Squamata              |
| Sub-ordem             | Sauria                |
| Família               | Gymnophthalmidae      |
| Gênero                | Vanzosaura            |
| Nome binomial         |                       |
| Vanzosaura savanicola |                       |

## Etimologia
O epíteto específico faz referência à distribuição das novas espécies em habitats de savana, o tipo de vegetação predominante na região do Cerrado da América do Sul central.

## Descrição
Vanzosaura savanicola é caracterizado por apresentar subcaudais lisos; poros femorais nos machos; focinho agudo de perfil; membros anteriores longos em relação ao comprimento do tronco. Possui padrão de cor 'complexo', com oito a dez faixas dorsais esbranquiçadas que se tornam irregulares ou descontínuas na cabeça; linha ventral interna e externa de escamas quase sub-escamas em largura; escalas pré-frontais geralmente separadas; tamanho pequeno para o gênero, com maior macho atingindo 34,5 mm de altura e maior fêmea atingindo 35,6 mm de altura; caudas proporcionalmente longas, com um tamanho médio de caudas completas (não regeneradas) em relação ao tamanho do corpo.

## Distribuição
Esta espécie é endêmica do Brasil. É encontrada na porção leste do bioma Cerrado.

## Evolução
Espécies do gênero Vanzosaura apresentam variações morfológicas em resposta às características ambientais. As espécies do Cerrado, como  V. rubricauda e V. savanicola apresentam corpos maiores e mais largos em relação à V. multiscutata presente na Caatinga. Estudos com Gymnophthalmidae mostram a influência de características como a umidade para um alongamento corporal e diminuição dos membros, onde corpos mais serpentiformes seriam mais favorecidos em regiões mais áridas, como uma resposta adaptativa influenciada pelo uso de microábitat desses lagartos. Essa diferença de padrões morfológicos encontrado no gênero Vanzosaura pode indicar que que esses caracteres estão sob ação da seleção natural, variando em função das pressões ambientais. Os padrões reprodutivos no gênero Vanzosaura estão muito ligado a fatores climáticos como temperatura e pluviosidade. As espécies do Cerrado apresentam reprodução sazonal, investindo em ovos maiores, enquanto a espécie da Caatinga apresenta reprodução contínua, investindo em múltiplas desovas com ovos menores. A dieta do gênero Vanzosaura é muito semelhante entre os seus domínios de ocorrência, o que sugere uma forte influência filogenética em seu padrão de dieta, dando preferência a presas com menor mobilidade.

## Comportamento
É importante salientar que a variação geográfica pode apresentar diferentes características morfológicas e comportamentais, mas, que, em geral, o modo de forrageamento, reprodução e demais características costumam ser as mesmas. Os indivíduos de V. savanicola tendem a apresentar comportamento "senta-e-espera", ou seja, não há uma busca ativa por alimento.  Alimenta-se de artrópodes, e usa a cauda de coloração vermelha para chamar atenção de suas presas.

## Reprodução
Os indivíduos de Vanzosaura permanecem ativos durante todo o ano. Os primeiros nascimentos se dão entre agosto e outubro, a julgar por exemplares encontrados entre esses meses. Os machos são muitos numerosos nos meses de outubro em relação com as fêmeas. Os machos não costumam apresentar comportamentos diferentes durante o período de reprodução, visto que possuem dicromatismo e dimorfismo, características essenciais para cortejo de fêmeas, não necessitando de mais comportamentos. As fêmeas apresentam uma reprodução mais concentrada (entre abril a novembro), com uma estação reprodutiva menor.

## Regulação de temperatura
V. savanicola, por ser uma espécie de ampla distribuição e aparentemente tolerar temperaturas mais elevadas, utiliza suas estratégias e ajustes comportamentais, para manter a sua temperatura sempre equilibrada. Essa estratégia é conhecida como termorregulação, em que o animal utiliza a temperatura ambiente para favorecer o equilíbrio da sua própria temperatura. A espécie é considerada termorreguladora ativa e heliotérmica, sendo visualizada sobre serrapilheiras, diretamente exposto ao sol.

## Conservação
Segundo a Lista Vermelha da International Union for Conservation of Nature (IUCN, 2014) a espécie foi classificada com risco de extinção LC. É importante citar que a espécie adapta-se a ambientes alterados. A devastação desenfreada do Cerrado e da Caatinga, biomas onde ele pode ser encontrado, porém, vem diminuindo sua área, nas mais variadas fitofisionomias. Ações antrópicas vêm causando fortes impactos para a lacertofauna, devido a restrição evolutiva dessas linhagens. 

## Uso e Habitat
Vanzosaura savanicola é endêmica na porção nordeste do Cerrado brasileiro. A espécie é geralmente encontrada associada à serrapilheira e solos arenosos em ambientes abertos a semiabertos, com populações ocorrendo em condições ambientais contrastantes ao longo dos biomas Chaco, Cerrado e Caatinga. É mais comumente encontrada na cama de folhas ou camada herbácea em microábitats de solo arenoso. Populações de espécies que apresentam uma ampla distribuição geográfica podem estar submetidas a uma grande variabilidade de condições ambientais e expostas a diferentes pressões seletivas que associadas ao tempo de isolamento e a variabilidade genética podem influenciar respostas adaptativas diferenciadas (plasticidade fenotípica). 

## Ecologia (Dieta, reprodução, predadores)
A dieta é mais influenciada por fatores históricos, e a morfometria e reprodução por fatores ecológicos. Se alimenta de uma variedade de artrópodes de pequeno porte, com aranhas representando o tipo mais frequente de presa. A coloração pode exercer as mais variadas funções dentre os diversos grupos de animais, e, especialmente em lagartos, essa variabilidade funcional é relativamente alta, podendo atuar, por exemplo, como sinalização reprodutiva, sinalização social e estratégia antipredação. Sendo que, a coloração adotada pelas espécies pode variar dependendo das características físicas do meio (e.g. iluminante e background) e de fatores bióticos (e.g. sistema visual do observador), fazendo com que diferentes colorações sejam selecionadas de acordo com o ambiente sensorial em questão. V. savanicola e V. rubricauda, apresentaram reprodução concentrada no final da estação seca e início da estação chuvosa com ovos maiores. A reprodução é sazonal. O risco de extinção de sua categoria é classificado como segura ou pouco preocupante (LC -Least Concern). Pouco se conhece da sua biologia na região do Chaco ( Gallardo, 1951; Cei, 1986; Perotti & Cruz, 1990), por outro lado foi realizado um trabalho sobre sua reprodução e dimorfismo sexual no Exu, Pernambuco, Brasil ( Vitt, 1982; 1990), observando a reprodução contínua e tempo de pôr do sol fixo na referida localidade. Salienta-se que Fitch (1982) sugere que os repteis, especialmente lagartixas, apresentam padrões reprodutivos fortemente influenciados pelo ambiente local, sendo a chuva um fator importante. 

## Aspectos Culturais
A espécie ocorre em habitats abertos, como pastagens e savanas, e é ativa nas horas mais quentes de dias ensolarados. De atividades diurnas. Distingue-se das outras espécies do gênero (V. multiscutata e V. rubricauda) por apresentar 8-22 subcaudais (mais de 25 nas outras espécies), focinho destacado (arredondado nas outras espécies) e membros anteriores longos em relação ao corpo (curto nas outras espécies).